# Coltainville
Coltainville – miejscowość i gmina we Francji, w Regionie Centralnym, w departamencie Eure-et-Loir.
Według danych na rok 1990 gminę zamieszkiwało 737 osób, a gęstość zaludnienia wynosiła 41 osób/km² (wśród 1842 gmin Regionu Centralnego Coltainville plasuje się na 526. miejscu pod względem liczby ludności, natomiast pod względem powierzchni na miejscu 746.).